# Hình thang

Hình thang

Hình thang trong hình học Euclid là một tứ giác lồi có hai cạnh đối song song. Hai cạnh song song này được gọi là các cạnh đáy của hình thang. Hai cạnh còn lại gọi là hai cạnh bên.
Tổng quát, ta có:
{\displaystyle \Diamond ABCD} là hình thang {\displaystyle \Longleftrightarrow AB\parallel CD}

## Định nghĩa
- Hình thang là tứ giác có hai cạnh đối song song.[5]

## Dấu hiệu nhận biết
- Tứ giác có một cặp cạnh đối song song là hình thang

## Tính chất của hình thang

### Tính chất về góc
- Hai góc kề một cạnh bên của hình thang có tổng bằng 180° (hai góc nằm ở vị trí trong cùng phía của hai đoạn thẳng song song là 2 cạnh đáy).[5]

- Trong hình thang cân, hai góc kề một đáy bằng nhau.[6]

### Tính chất về cạnh
- Nếu một hình thang có hai cạnh đáy bằng nhau thì hai cạnh bên song song và bằng nhau
- Ngược lại, nếu một hình thang có hai cạnh bên song song thì chúng bằng nhau và hai cạnh đáy cũng bằng nhau
- Trong hình thang cân, hai đường chéo bằng nhau.

### Đường trung bình

#### Định nghĩa
Đường thẳng nối trung điểm hai cạnh bên của hình thang gọi là đường trung bình của hình thang.

#### Tính chất
Đường trung bình của hình thang thì có độ dài bằng nửa tổng độ dài hai cạnh đáy.

## Các dạng đặc biệt của hình thang
- Hình thang vuông là hình thang có một góc vuông.
- Hình thang cân là hình thang có hai góc kề một đáy bằng nhau.
- Hình bình hành là hình thang có 2 cạnh đáy bằng nhau và 2 cạnh bên song song và bằng nhau.
- Hình chữ nhật là hình thang vừa vuông vừa cân.

## Diện tích và chu vi của hình thang

Hình thang minh họa

- Diện tích của hình thang bằng nửa tổng độ dài hai cạnh đáy nhân với chiều cao (h) hoặc bằng đường trung bình của hình thang nhân với chiều cao (h)

{\displaystyle S={\frac {(a+c)}{2}}\times h}
- Chu vi hình thang bằng tổng độ dài của hai đáy và hai cạnh bên (tổng tất cả các cạnh của nó):

{\displaystyle P=a+b+c+d}